# Kimchi
El kimchi (en coreà 김치) és un nom genèric utilitzat per referir-se a una gran varietat d'aliments amb verdures salades i fermentades, típic de la gastronomia de Corea. Aquest està preparat principalment a partir de col xinesa (també s'anomena col napa o col baechu en coreà), rave i altres verdures salades i condimentades sotmeses a un procés de fermentació. La fermentació es du a terme majoritàriament per bacteris de l'àcid làctic (LAB), que són considerats microorganismes probiòtics. El sabor d'aquest plat tradicional varia en funció dels ingredients que s'utilitzen, les condicions de fermentació i els microorganismes que intervenen en la seva producció.
La paraula “kimchi” prové de “chimchae”, que en xinès significa verdures salades. La paraula va evolucionar amb el pas del temps gràcies a la transmissió oral. De “chimchae” va passar a “dimchae”, després a “dimchi” i, finalment, a kimchi.
Tant a Corea del Sud com a Corea del Nord el ritual d'elaboració del kimchi (conegut com a kimjang) és de gran importància cultural. Existeixen diferències regionals, i els mètodes i ingredients emprats en el kimjang són considerats una herència familiar important. Tradicionalment aquests són transmesos de mares a filles i de sogres a les nores noucasades. En molts casos també fomenta la cohesió social, instant a la col·laboració entre famílies. Aquest ritual és tan rellevant en la cultura coreana que es va inscriure a la llista de Patrimoni Cultural Immaterial de la UNESCO, els anys 2013 i 2015 respectivament.
En els darrers anys, la popularitat d'aquest aliment ha anat augmentant a causa del seu interès nutricional i efectes positius sobre la salut humana. El kimchi conté elevats nivells de vitamines, minerals, fibra alimentària i altres fitoquímics. A més, el consum de kimchi presenta molts beneficis per la salut, ja que s'ha demostrat que té efectes antimutagènics, anticancerosos i antioxidants; així com la capacitat de disminuir el colesterol i l'obesitat. Pareix a ser que els efectes beneficiosos del kimchi són deguts a l'acció de diferents compostos presents en els aliments que gràcies al procès de fermentació veuen els seus efectes augmentats. Per tant, el kimchi es pot considerar un aliment probiòtic, que aporta beneficis a la salut humana, de la mateixa manera que ho fan el iogurt i el xucrut, entre altres fermentats. Tot i que aquest aliment presenta una gran quantitat d'efectes positius, existeix certa preocupació a causa del seu elevat contingut en sal. Aquest plat típic proporciona el 16-28% del total de sodi ingerit pels coreans diàriament.

## Història

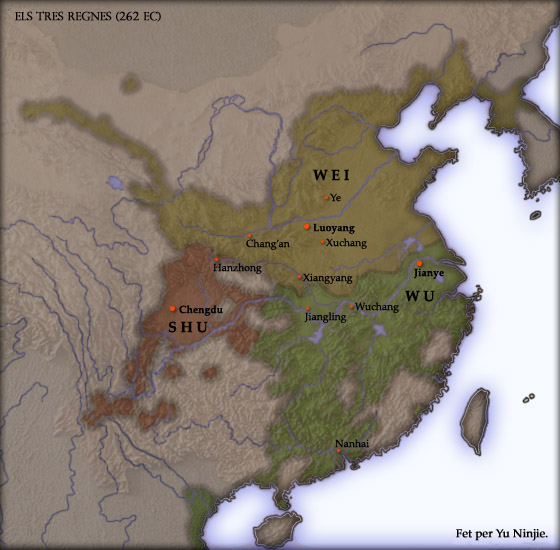
Període dels Tres Regnes.

La història d'aquest plat està relacionada amb la supervivència dels coreans. El clima a Corea és especialment dur, ja que els hiverns acostumen a ser molt freds. Això va causar una gran quantitat de problemes als primers coreans que van començar a utilitzar l'agricultura. Per aquest motiu, era important conservar els aliments per l'hivern i la manera més popular de fer-ho era mitjançant l'ús de la sal (salaó). Al llarg dels segles, els coreans van dominar la preservació dels aliments mitjançant la salmorra.
Durant el període dels Tres Regnes (57 a.C. - 668 a.C.), altres regnes es van adonar de com els coreans conservaven el menjar. En aquest moment és on trobem els primers escrits coreans sobre conserves. El kimchi original es fabricava amb raves, ja que es tractava d'un producte local.
El primer escrit sobre kimchi prové específicament del període Koryo (918-1392). Durant aquest temps, es comercialitzava molt amb altres regnes. Fet que va afavorir la introducció de nous vegetals a Corea, com ara la col xinesa. Durant aquest període la preparació del kimchi va canviar molt i es van començar a fer servir una gran varietat de verdures.
Després, durant la dinastia Joseon (1392–1910), la recepta del kimchi es va fer encara més diversa. Els diferents intents de conquistar Corea per part dels japonesos van resultar en la introducció d'encara més aliments nous que van servir com a ingredients. A més a més, també hi va haver una gran influència del comerç entre els diferents països. D'aquesta forma moltes de les tradicions alimentàries i dels ingredients japonesos van arribar a la cuina coreana i a la inversa. L'ingredient que va tenir més influència en el kimchi durant aquest període va ser la salsa de soja.
Durant molt de temps, Corea ha estat un país molt aïllat de l'exterior. Això ha fet que certs aliments arribessin tardanament, alguns exemples són els xilis i els moniatos, que van ser introduïts durant la dinastia Joseon. Aquest fet va canviar dràsticament la recepta del kimchi i les diferents varietats van començar a augmentar ràpidament.
El kimchi més conegut és aquell que està elaborat amb col xinesa i es va inventar fa aproximadament 200 anys. En aquella època, hi havia al voltant de 100 tipus de kimchi. Al llarg dels segles, el plat es va adaptar a les situacions canviants i es va enriquir amb diferents tipus d'ingredients que havien estat desconeguts pels coreans en el passat. Això s'ha traduït en un augment exponencial del nombre de varietats de kimchi.
Actualment, el kimchi s'ha convertit en un aliment popular a escala global a causa de les seves propietats beneficioses. Això ha provocat que les empreses coreanes de kimchi tinguin la necessitat de produir aquest plat típic a escala industrial. Tot i que gran part del kimchi és elaborat a casa mitjançant mètodes tradicionals, la venda de kimchi elaborat en fàbriques està experimentant un creixement anual del 15-20%. Per aquest motiu, entre d'altres, és d'interès en la indústria alimentària.

## Ingredients

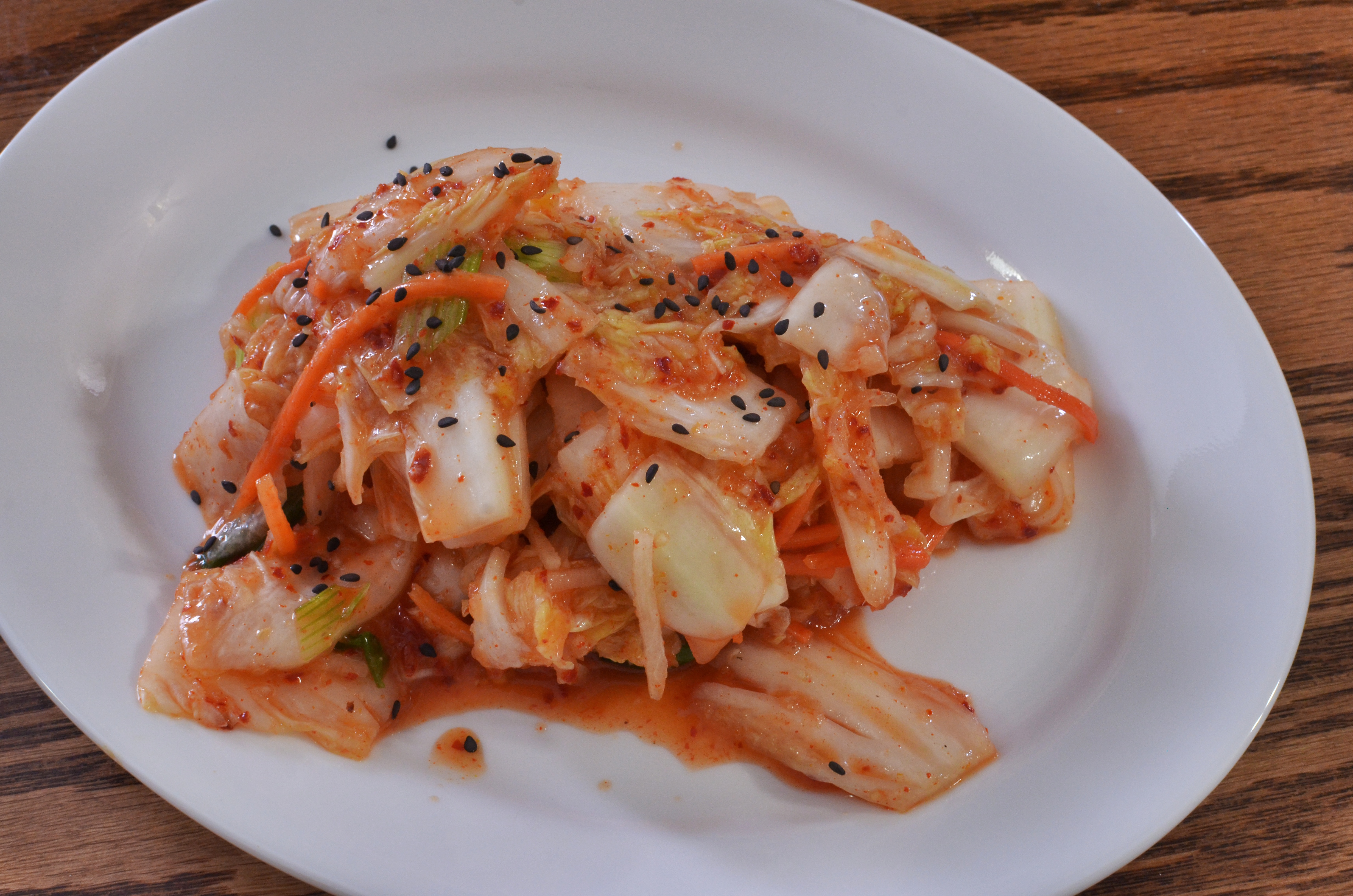
Plat de kimchi, es pot observar la coloració vermella deguda al pebre vermell.

La col xinesa i el rave són ara els ingredients més comuns de kimchi; no obstant això, moltes altres verdures com el cogombre, la ceba i el porro també s'utilitzen per a la preparació de diversos tipus de kimchi. Hi ha moltes varietats diferents d'aquest plat típic, més de 167, segons l'ingredient principal, la regió i els mètodes de preparació. Entre ells, el kimchi baechu és actualment el més popular i habitual a Corea. Generalment, es parla de kimchi referint-se a aquesta varietat que s'elabora principalment gràcies a una fermentació (duta a terme per bacteris de l'àcid làctic) de col de baechu, rave, ceba, pebre vermell en pols, all, gingebre i mariscs fermentats (jeotgal).

La gran majoria de tipus de kimchi tenen com a característica comuna un gust picant a causa de la utilització d'una quantitat alta de pebre vermell, que és visible en el producte final. Algunes variants es fan sense pebre vermell, però en canvi hi posen all i gingebre que també proporcionen un gust molt picant. Per aconseguir el gust típic també s'han d'afegir altres ingredients.

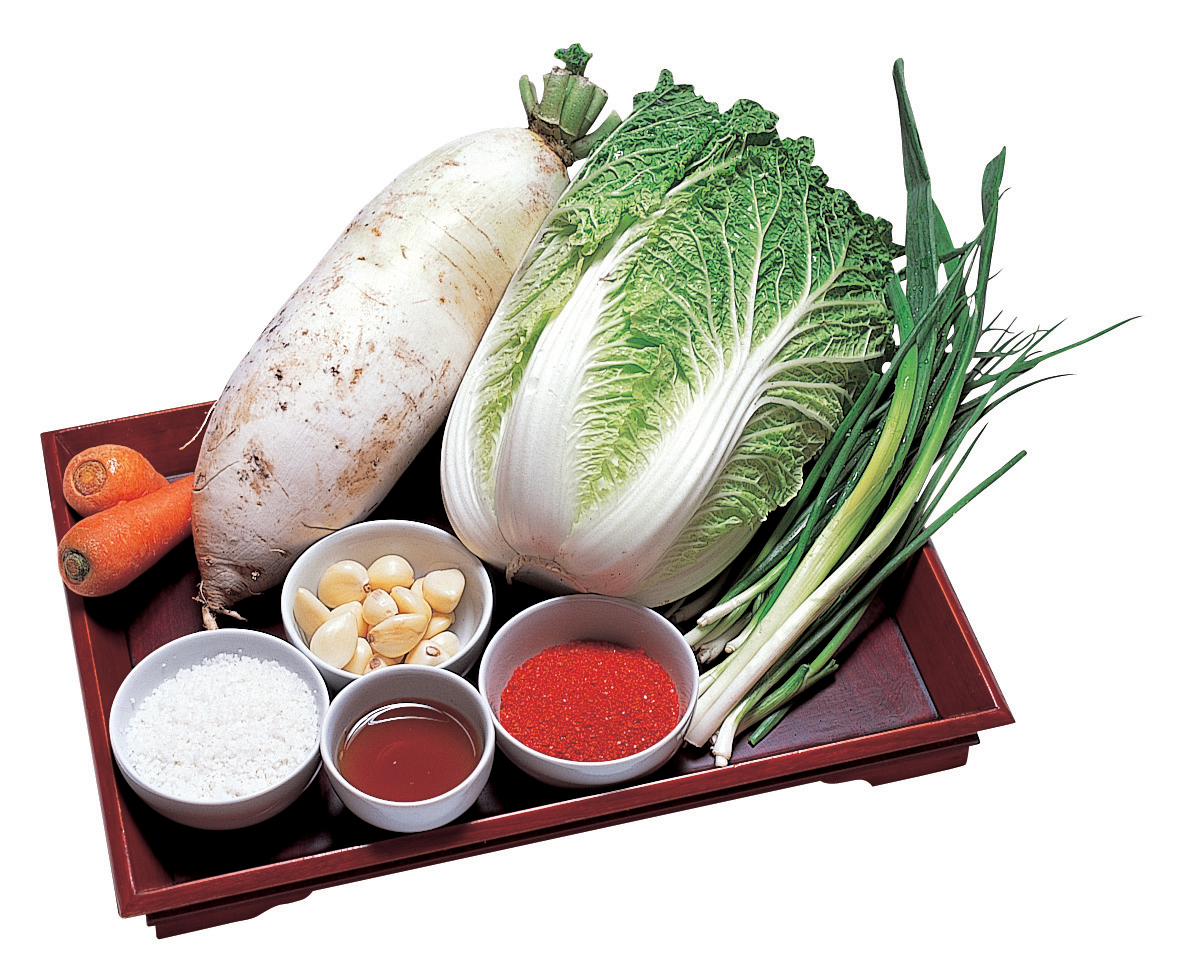
Ingredients per elaborar kimchi.

Cho (1999) va establir la composició estandarditzada dels ingredients del kimchi baechu, i la recepta és la següent: la col de baechu ratllada (100%) es barreja amb un 13,0% de rave en rodanxes, un 3,5% de pebre vermell en pols, un 1,4% d'all picat, un 0,6% de gingebre picat, 2,2% de suc d'anxova fermentada i 1,0% de sucre, 2,0% de ceba i un nivell final de sal del 2,5%.
A més, es va desenvolupar una recepta de kimchi per millorar la funcionalitat anticancerosa afegint alguns subingredients. El kimchi anticancerós (ACK) conté ingredients funcionals com fulla de mostassa, pebre xinès i extracte de vesc coreà. Una recepta d'ACK és la següent: la col xinesa (100%) es barreja amb 2,5% de pebre vermell en pols, 2,8% d'all picat, 0,6% de gingebre triturat, 11,0% rave, 2,0% de ceba, 1,0. % de sucre, 7,5% de fulla de mostassa, 0,1% de pebre xinès, 2,8% de pera, 5,0% de bolets (shiitake) i suc d'algues brunes (kelp del gènere Laminaria), 0,05% d'extracte de vesc i un contingut final de sal del 2,2%. A més, s'han disminuït les concentracions finals de sal de kimchi en comparació amb els kimchis del passat, per subministrar nivells més baixos de sodi i millorar els efectes sobre la salut del kimchi.

## Varietats
Actualment, la tradició d'elaboració del kimchi es troba estesa per tota la península de Corea i presenta centenars de variants. Això s'explica fàcilment degut a condicions climàtiques locals diferents i a preferències i costums propis de cada casa que resulten en variacions en els ingredients i en les receptes.
Avui en dia, existeixen molts tipus de kimchi en funció dels ingredients utilitzats, el seu processat, la seva temporada de collita i la regió geogràfica en què s'elabora. Si bé el rave i la col xinesa són els ingredients més utilitzats per a la seva elaboració, la resta de verdures s'utilitzen en funció de la seva disponibilitat estacional. Abans de l'aparició de la refrigeració, es preparaven els diferents tipus de kimchi segons l'estació de l'any. Avui dia, els coreans continuen consumint aquest kimchi com es feia tradicionalment, segons l'estació.
Pel que fa a variacions en funció de la regió geogràfica, a causa de la diferència de temperatures a l'hivern entre Corea del Nord, on hi fa més fred, i Corea del Sud, amb temperatures més moderades; el kimchi elaborat a Corea del Sud acostuma a presentar una major quantitat de sal, ja que és necessària per a la preservació del menjar a llarg termini. També presenten menys quantitat de xili vermell i no s'acostuma a afegir peix en salaó. En canvi, en regions costaneres s'ha vist que la gent tendeix a utilitzar més productes de peix en l'elaboració del seu kimchi. En l'elaboració del kimchi de Corea del Sud s'acostuma a utilitzar més el saeujeot. El saeujeot o meyolchijeot no s'afegeix a la barreja picant sinó que prèviament és bullit per tal de reduir la seva olor i eliminar l'àcid tànnic i els greixos i, seguidament, es barreja amb pul (espessidor fet a partir d'arròs o blat). Poden fer servir altres jeots en salmorra, però no són tan comuns. Pel que fa a Corea del Nord, és més aquós i conté sal, xili vermell, myeolchijeot (petites anxoves en salmorra) o saeujeot (gambes en salmorra) i myeolchiaekjeot (líquid de les anxoves).
| Per regió                                                                    | Per regió |
| ---------------------------------------------------------------------------- | --- |
| Hamgyeong-do (nord-est)                                                      | Aquesta es troba molt pròxima al mar, de manera que acostumen a afegir peixos i ostres per condimentar el kimchi. |
| Hwanghae-do (centre oest)                                                    | Té un sabor més moderat i és menys acolorit, ja que no té xilis vermells. El kimchi típic d'aquesta regió s'anomena bundi (kimchi de carabassa). |

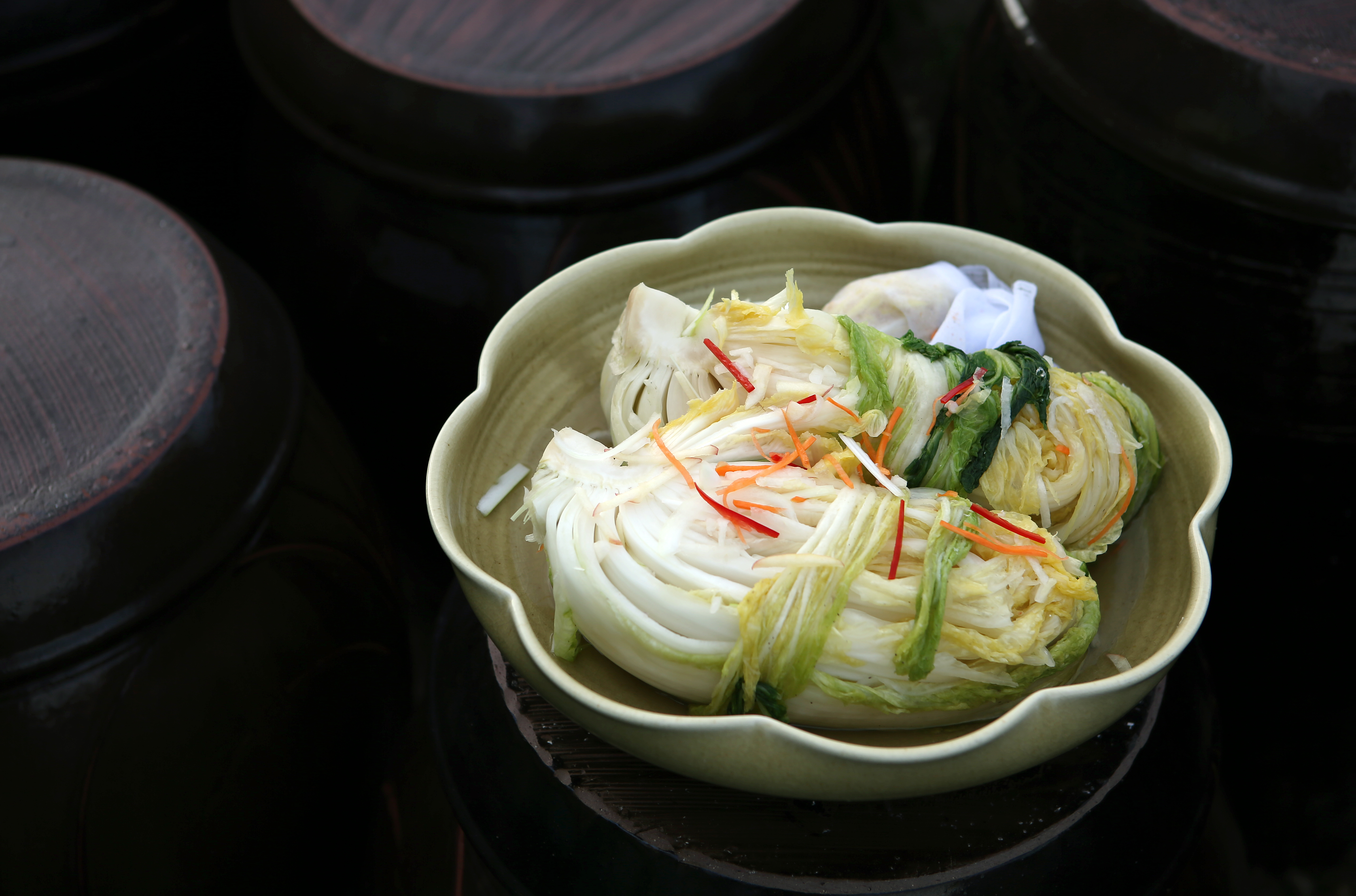
Kimchi blanc (beak kimchi).

| Gyeonggi-do (al sud-oest de Hwanghae-do)                                     | En aquest territori el kimchi és presentat amb moltes decoracions. |
| Chungcheong-do (Entre Gyeonggi-do i Jeolla-do)                               | No es fa servir peix fermentat sinó que es fa servir únicament verdures fermentades i sal per donar sabor al kimchi. Aquesta regió és coneguda per presentar la varietat més gran de tipus de kimchi. |
| Gangwon-do (Corea del Sud)/Kangwon-do (Corea del Nord)                       | El kimchi no conté gaire peix en salmorra. |
| Jeolla-do (Sud-oest)                                                         | Es fan servir com a condiments l'halibut negre i la corbina. |
| Gyeongsang-do (Sud-oest)                                                     | Els sabors salats i picants són característics d'aquesta regió. Un dels ingredients que més utilitzen és el myeolchijeot. |
| A l'estranger                                                                | En molts territoris la col xinesa no està present, de manera que es substitueix per col occidental. El sabor del plat serà més dolç i menys picant que l'original. |
| Per estació                                                                  | |
| Primavera                                                                    | Després d'alimentar-se durant tot l'hivern de gimjang kimchi, a la primavera es començaven a utilitzar herbes i verdures fresques. Aquests tipus de kimchi no estaven fermentats ni eren emmagatzemats durant llargs períodes, sinó que eren consumits frescos. |
| Estiu                                                                        | En aquesta estació, el kimchi es prepara principalment amb rave i cogombre. Un exemple de kimchi d'estiu és yeolmu kimchi. Aquest tipus de kimchi s'acostuma a condimentar amb peix o mol·luscs en salmorra i xili vermell sec. |
| Tardor                                                                       | El kimchi més popular d'aquesta estació és Baechu Kimchi (배추김치) o "Kimchi de col sencera". Aquest es tracta de la versió més popular i sol estar present en qualsevol menjada; sigui el berenar, dinar o sopar. Es tracta d'un Kimchi que no sol ser gaire picant i és elaborat a partir de la col sencera. La col es talla en quatre seccions perpendiculars que es deixen en aigua amb sal de 3 a 4 hores. Mentrestant, la resta d'ingredients (pebre en pols, all picat, gingebre i altres aliments envinagrats, com ara peix) es preparen i es mesclen. Una vegada la col s'ha reblanit es mescla amb la resta i el kimchi es talla en porcions petites llestes per servir. |
| Hivern                                                                       | Es preparaven molts kimjang kimchi pels llargs hiverns i s'emmagatzemava sota terra en atuells. El kimchi blanc (baek kimchi) també s'acostuma a preparar durant l'hivern. Finalment, el Baechu Kimchi d'aquesta estació porta rave, julivert, pinyons, peres, castanyes, all, gingebre i Umbilicaria esculenta. |
| Altres varietats rellevants                                                  | |
| Ggakdugi Kimchi (깍두기) o "Rave tallat en cubs"                             | És una de les varietats més comunes a Corea del Sud i s'elabora a partir de raves blancs (també coneguts com a "Moo"). L'elaboració és molt senzilla, ja que únicament es tallen els raves en forma de cubs i es mesclen amb els ingredients típics del kimchi. Finalment, s'afegeix una mica de xili vermell en pols per sobre; el que li aporta el seu característic color vermell. Tot i que porta xili, no és gaire picant. |
| Yeolmumul Kimchi (열무물김치) o "Kimchi d'aigua verda"                       | El seu ingredient principal són els raves primerencs d'estiu mesclats amb xilis verds i vermells i, a vegades, amb all. A continuació es posa salsa de kimchi per sobre i s'afegeix aigua. |
| Nabak Kimchi (나박김치) o "Kimchi d'aigua vermella"                          | En aquest kimchi, es tallen raves en bocins petits juntament amb altres ingredients (col, cebes verdes i xilis vermells) i, com al kimchi d'aigua verda, s'afegeix salsa de kimchi i aigua al final. |
| Chonggak Kimchi (총각김치) o "Kimchi de rave sencer/Kimchi de cua de cavall" | Aquesta varietat s'elabora a partir de raves salats i fermentats. Aquesta sí que és picant i té ingredients com ara pebre vermell picant en pols, all i gingebre. Com que en aquest plat es serveix el rave sencer i no necessita gaire tractament, presenta una gran quantitat i varietat de vitamines. |

## Consum
El kimchi no solament es consumeix tal com es presenta després de la seva elaboració, sinó que amb ell es poden elaborar des de guisats fins a barreges amb arrossos; molt riques i reconstituents són les sopes, com la de kimchi amb tofu (kimchi jjigae en coreà 김치찌개) o la sopa de kimchi (kimchi kuk); també hi ha l'arròs fregit amb kimchi (kimchi bukum bab) o els fideus amb kimchi (kimchi bibimkuksu); les empanades de kimchi al vapor són suaus i alhora picants (kimchi mandu), i també es consumeixen amb sopa (kimchi mandu kuk). El kimchi jjigae és una varietat de jjigae (tipus d'estofat coreà) cuinat amb kimchi.

## Microorganismes del kimchi

### Microorganismes fermentadors

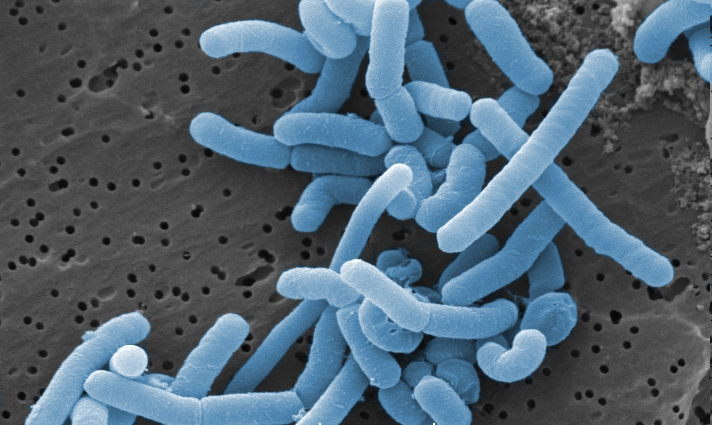
Imatge de Lactobacillus spp. al SEM.

La fermentació del kimchi es divideix en 4 etapes segons l'acidesa:
- Etapa inicial: La seva acidesa és inferior a 0.2.
- Etapa immadura: L'acidesa es troba entre 0.2 i 0.4.
- Etapa òptima de maduració: L'acidesa es troba entre 0.5 i 0.9.
- Etapa de maduració excessiva o ranci: L'acidesa és major a 0.9.

Hi ha una gran quantitat de bacteris involucrats en la fermentació del kimchi, però els més abundants són els bacteris de l'àcid làctic (LAB). Normalment, aquests poden arribar a trobar-se al voltant dels 107-10⁹ CFU/g d'aliment. Alguns dels LAB que s'han identificat a l'aliment gràcies a mètodes clàssics i moleculars són aquests gèneres:
- Leuconostoc spp.: com per exemple L. mesenteroides, L. gasicomitatum, L. citreum, L. gelidum, L. inhae i L. kimchii.
- Lactobacillus spp.: com ara L. sakei, L. plantarum, L. brevis, L. pentosus i L. curvatus.
- Weissella spp.: com pot ser W. koreensis, W. confusa, W. cibaria i W. kimchii.
- Lactococcus spp.: només s'ha trobat L. lactis.
- Pedicoccus spp.: només s'ha trobat P. pentosaceus.

En la identificació dels microorganismes presents en 13 kimchis comercialitzats amb un pH de 4.2-4.4 a partir de mètodes moleculars, s'ha observat que el més abundant és el gènere Weissella (especialment W. koreensis), seguidament Lactobacillus spp. i Leuconostoc spp. Els bacteris de l'àcid làctic contribueixen considerablement a la seguretat, la vida útil prolongada i les propietats organolèptiques i nutricionals d'aquest aliment mitjançant la producció d'àcids orgànics, bacteriocines, vitamines i/o compostos que donen sabor. Molts dels microorganismes que es troben al kimchi són probiòtics com L. citreum i L. mesenteroides. Quan aquest ha estat produït a partir d'una barreja de L. mesenteroides i L. plantarum s'ha observat que el gust millorava i que tenia un major efecte anticancerós en comparació amb el kimchi fermentat naturalment.
Els LAB van canviant a mesura que s'avança en les etapes de fermentació, per tant, els microorganismes varien amb el pH i l'acidesa. S'ha observat que Leuconostoc mesenteroides (pH 5.64 - 4.27 i una acidesa de 0.48 - 0.89%) abunda en l'etapa inicial. En canvi, Lactobacillus plantarum i Lactobacillus sakei (pH 4.15 i una acidesa de 0.98%) domina més tard. A més a més, els LAB relacionats amb la fermentació del kimchi estan molt influenciats per la temperatura, un exemple és L. sakei. Aquest està adaptat a les baixes temperatures de la fermentació (5-9 °C) i de l'emmagatzematge (-2 °C). Això fa que predomini al kimjang kimchi, que és una varietat del kimchi que s'emmagatzema durant l'hivern.La fermentació s'acostuma a donar a baixes temperatures (al voltant dels 5 °C). De manera que el gènere que predomina principalment és Leuconostoc spp. En canvi, a temperatures elevades (al voltant dels 20 °C) es troba en major quantitat Lactobacillus spp.

### Microorganismes patògens
Tot i que, els microorganismes que s'utilitzen en la producció kimchi no són patògens, s'han reportat alguns brots a causa de la contaminació de l'aliment. Un exemple és el brot d'Escherichia coli O99 i 0120 al 2012 a la República de Corea. També es van produir contaminacions del kimchi per E. coli O169, E. coli O6. A més d'aquesta espècie, també s'han trobat contaminacions de Salmonella, que pot sobreviure 12 dies a 4 °C a l'aliment. A causa de tots aquests brots, al 2006, el govern coreà va estipular que la producció del kimchi havia d'estar controlada per l'anàlisi de perills i punts de controls crítics (APPCC).

### Microorganismes indicadors
Els microorganismes indicadors s'utilitzen per estudiar la qualitat i el processament de l'aliment. La presència dels indicadors revelen una contaminació potencial del kimchi. Els coliforms són uns dels indicadors que més utilitzats en l'anàlisi de la producció del kimchi. Encara que s'utilitzin matèries primeres lliures de coliforms, aquests poden aparèixer durant la maduració de l'aliment.

## Preparació i recepta

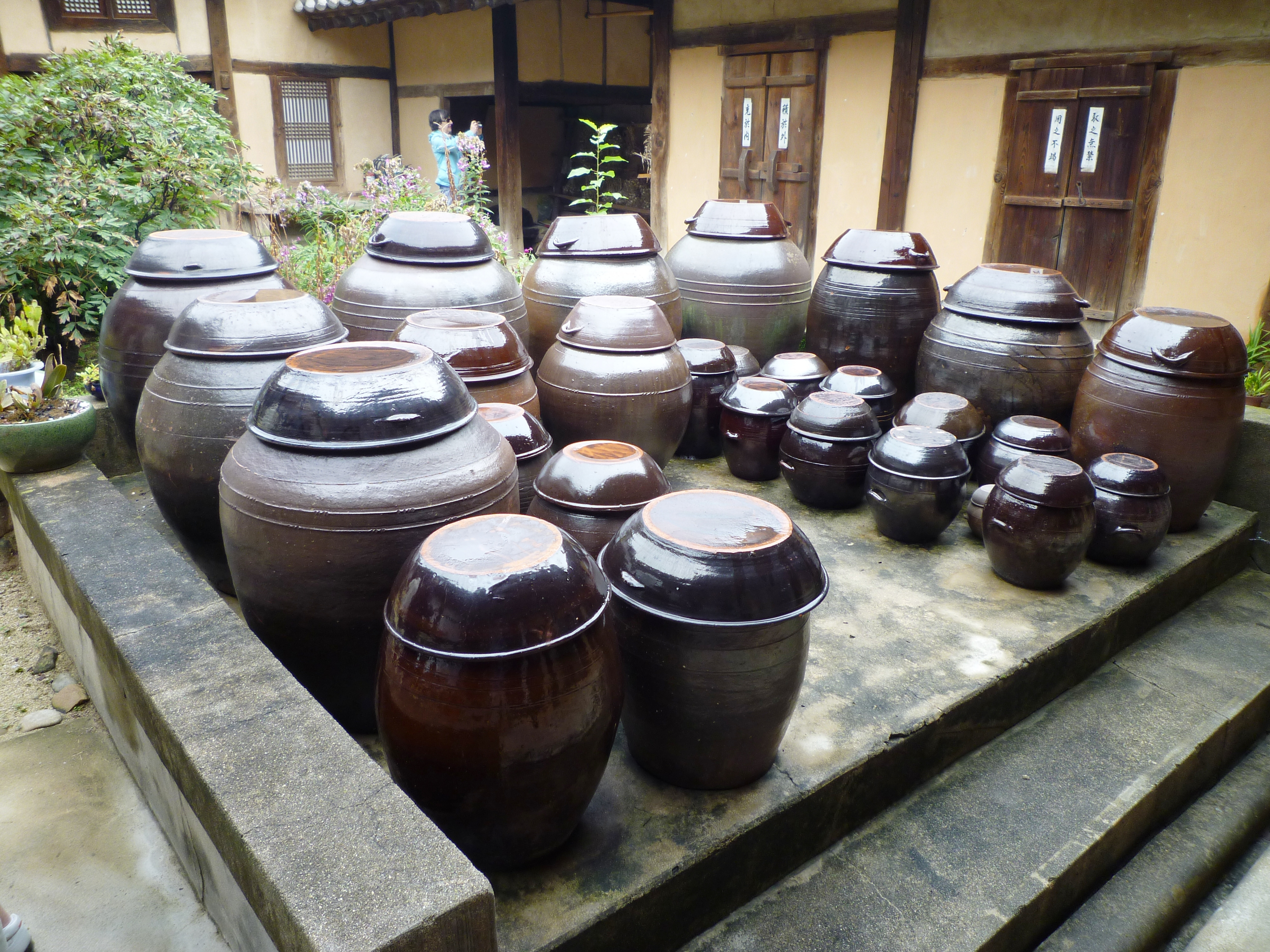
Dolls de ceràmica on s'elabora el kimchi.

Els habitants de Corea tenen per costum recol·lectar els seus camps i posteriorment, famílies senceres es reuneixen per tal d'elaborar els aliments fermentats. Unes famílies ajuden a unes altres, ja que les quantitats que elaboren són enormes. Una vegada acabada la seva preparació, col·loquen les diferents classes de kimchi en dolls de ceràmica capaces de suportar els canvis de temperatura. És habitual veure-les en les balconades de les cases encara que, en l'actualitat, moltes famílies ja disposen d'unes neveres especialment preparades per al seu emmagatzematge.
La preparació segueix un cicle anual. A la primavera, les llars salen i fermenten gambes, anxoves i altres mariscs. A l'estiu compren sal marina per a la salmorra. A finals d'estiu, el pebre vermell s'asseca i se'n fa pols. Cap al final de la tardor és la temporada de Kimjang, quan les comunitats col·lectivament fan i comparteixen grans quantitats de kimchi per assegurar-se que cada llar en té prou per passar el llarg i dur hivern. Les mestresses de casa vigilen les previsions meteorològiques per determinar la data i temperatura més favorables per preparar el kimchi. Es comparteixen i s'acumulen habilitats innovadores i idees creatives durant el costum d'intercanviar kimchi entre les llars.

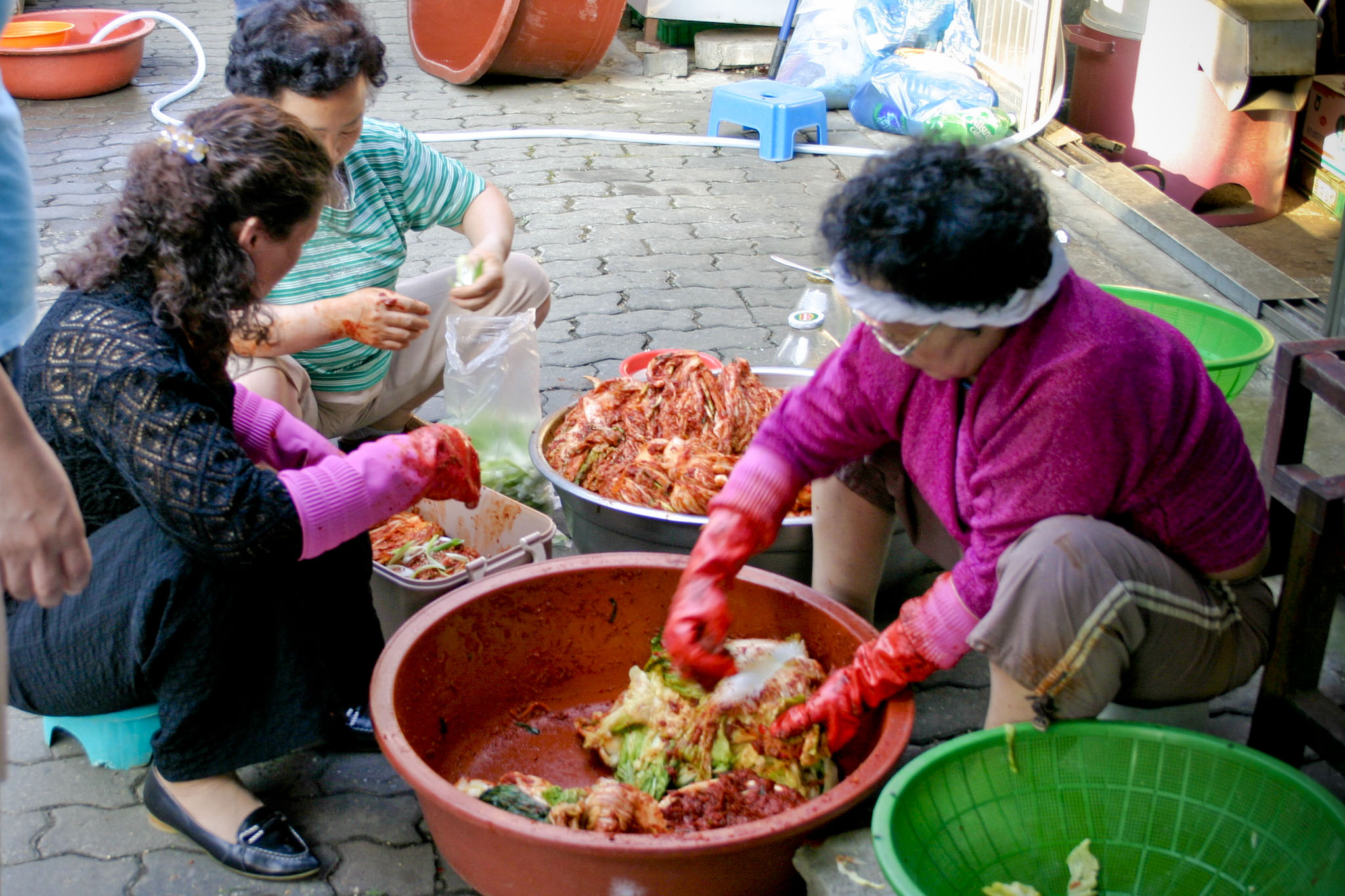
Imatge del procés d'elaboració.

El kimchi del tipus baechu és el més representatiu entre tots els tipus de kimchi fets a Corea. La preparació d'aquest tipus de kimchi varia entre regions i persones. La recepta i altres condicions de fermentació poden ser utilitzades per afavorir diferents funcionalitats. El mètode més comú i estandarditzat, segons KY Park i JK Jeong, és el següent:
1. La col napa (anomenada baechu en coreà) és tallada, netejada i salada (utilitzant sal o salmorra del 8-15%). Es deixa de 2-7 hores per aconseguir un 2-4% de sal en el vegetal (normalment es deixa tota la nit).[1][9]
2. L'endemà s'esbandeix, i es deixa reposar 3 hores per eliminar l'excés d'aigua.
3. Llavors, una mescla de la resta d'ingredients (normalment inclou all, gingebre, pebre vermell en pols, peix fermentat en sal com per exemple anxoves i altres vegetals) triturats o tallats a rodanxes es barregen amb la col. Altres ingredients també poden ser afegits a la barreja abans de mesclar-ho amb la col, depenent de la tradició familiar, la situació econòmica, l'estació de l'any i la disponibilitat regional dels productes frescos.
4. La barreja es posa en un envàs i es fermenta a diferents temperatures, però una temperatura baixa (5 °C) és ideal per preparar un producte amb bon gust.

## Nutrició i salut
En ser un menjar d'origen tradicional molt estès a la península de Corea, trobem que, de mitjana, un adult coreà típic consumeix entre 50 i 200 g de kimchi al dia. Des del punt de vista nutricional: el kimchi és un menjar baix en calories (18 kcal/100 g) que, a causa del seu origen principalment vegetal, presenta alts nivells de vitamines (vitamina C, β-carotè, etc.), minerals (Na, Ca, K, Fe i P), fibra dietètica (un 24% del seu pes sec) i altres components funcionals (com ara la capsaïcina, el gingerol i la clorofil·la) i fitoquímics. A més, el kimchi fermentat sol presentar alts nivells de bacteris de l'àcid làctic (uns 107-10⁹ cfu/g) que fan que es tracti d'un aliment probiòtic.
Pel que fa al seu paper en termes de salut humana: existeixen un gran nombre d'estudis que apunten que el kimchi presenta propietats anticanceroses, antitumorals, antioxidants i antidiabètiques. A més, s'ha vist que ajuda al control de la microbiota intestinal, a reduir l'estrenyiment i a augmentar la gana, entre altres beneficis per a la salut. Per tot això, menjar kimchi és una bona manera d'incloure més verdures i probiòtics a la dieta i millorar la nostra salut.
Alguns d'aquests estudis suggereixen que els bacteris de l'àcid làctic presents en el kimchi tenen un paper important en la funció del sistema immunitari de l'hoste. Principalment originant l'augment de mecanismes específics i inespecífics que tenen un efecte antitumoral. D'altra banda, el kimchi elaborat principalment a base de verdures grogues i/o verdes s'ha vist que ajuda a prevenir alguns tipus de càncer, augmenta la funció immune, rellenteix el procés d'envelliment i evita l'estrenyiment. Quan el kimchi és fermentat, el gust i la funcionalitat milloren i es converteix en un bon menjar probiòtic.